# MPD Psycho (manga)
MPD Psycho (多重人格探偵サイコ?, Tajū-Jinkaku Tantei Saiko), Multiple Personality Detective Psycho, è un manga scritto da Eiji Ōtsuka e disegnato da Shōu Tajima, originariamente pubblicato dal 1996 al 2016 con cadenza irregolare. 
In America è rieditata dalla Dark Horse Comics ed è la stessa versione distribuita tradotta in Italia dalla Panini Comics, in ambedue le pubblicazioni la serie è stata messa in pausa subito dopo l'uscita del volume 9 per poi essere ripresa un anno più tardi.

## Trama
Il Manga gira intorno alla figura del carismatico Lucy Monostone (ルーシー·モノストーン) e del folle piano della Gakuso (azienda giapponese) di riportarla in vita.
Il giovane poliziotto della omicidi Yosuke Kobayashi (小林 洋介) viene arrestato e incarcerato per eccesso di legittima difesa quando per vendetta uccide l'assassino della propria compagna a sangue freddo, affermando però sul tempo di chiamarsi Shinji Nishizono (西園 伸二); grazie a questo dettaglio viene rilasciato qualche anno più tardi considerato mentalmente instabile e afflitto dal disturbo di personalità multipla (MPD: Multiple Personality Disorder) ma convinto di essere un certo Kazuhiko Amamiya (雨宮一彦): serio detective della omicidi dalle spiccate capacità deduttive che per il tempo passato in carcere ha assistito la polizia durante le indagini più difficili. Una volta in libertà viene raggiunto dalla giovane Machi Isono (伊園 磨知), ex poliziotta che gestisce una società di consulenza privata, che lo assume come investigatore privato, ben conscia del fatto che la personalità violenta e imprevedibile di Shinji Nishizono possa comparire in qualsiasi momento nel giovane.
Il primo vero caso che si trovano ad affrontare è quello dei Vasi Umani: un killer psicopatico sta facendo germogliare nel cervello delle proprie vittime ancora in vita delle piante per arredamento, l'ultima vittima ritrovata nei pressi di un museo avvalora la tesi di Amamiya che si tratti dello stesso architetto della struttura; una volta individuato, questo viene fatto fuori da Shinji Nishizono rivelando inoltre che ambedue erano nello stesso giro di criminalità in passato e che tutti i criminali affrontati (da questo momento in avanti) hanno un codice a barre tatuato sul bulbo oculare sinistro, esattamente come il protagonista. Il dettaglio porterà le indagini a scoprire che le varie personalità psicopatiche all'interno del corpo di Kobayashi e di altri individui non sono altro che costrutti artificiali dell'agenzia Gakuso che ha come obiettivo quello di ricostruire la personalità originale del terrorista internazionale Lucy Monostone; le tecnologie avanzate dell'organizzazione permettono infatti di ricostruirne il corpo ma non perfettamente la mente, essendo quella originale piena di contraddizioni e contorta, così sono arrivati a ricostruire parti della sua personalità come entità vaganti per poi unirle insieme nello stesso corpo.
Kobayashi scopre così di essere uno dei 7 bambini della prima generazione di esperimenti di un certo professore Amamiya; sfortunatamente le sue indagini giungono a fine dopo aver trovato il giovane Tetora Nishizono (西園 弖虎), la nuova generazione di Shinji Nishizono.
Kobayashi muore lasciando che Miwa, la sorella di Machi, raccolga e custodisca dentro di sé la sua personalità mentre Tetora diventa in breve tempo un criminale al servizio della Gakuso; nel frattempo Machi rivela di essere Wakana Isono Monostone, figlia genetica del noto criminale e da sempre al servizio della Gakuso.
I progetti vanno avanti finché il giovane Tetora non decide di opporsi alla Gakuso accettando di custodire Amamiya al posto di una morente Miwa, colpita dall'esercito della Gakuso; da questo momento inizia una corsa contro il tempo alla ricerca di un ennesimo ricettacolo: essendo il corpo di Tetora perfetto per le varie personalità di Monostone si rischia che quella di Amamiya si fondi definitivamente con tutte le altre permettendo così la rinascita del criminale.
Viene scoperta l'esistenza di un nuovo corpo realizzato proprio per custodire Amamiya e come ricambio (i progetti originali di clonazione servivano per utilizzare organi perfettamente compatibili per i trapianti) dell'omonimo professore, ma viene ucciso a un passo dall'unione proprio da Wakana.
Tetora decide così di uccidere definitivamente la rivale e mettere fine una volta per tutte alla discendenza di Monostone; con l'aiuto dell'ispettore Sasayama e del fratellastro di Wakana, il giovane riesce ad entrare nella testa della criminale rivelando che dentro di lei esistono più di 10 personalità e che l'unica ad avere il controllo è quella di un essere disumano (soprannominato Il Paguro) che intende utilizzare Amamiya per dar vita ad un semi-dio in grado di controllare il mondo solo con lo sguardo.
Dando pieno controllo del corpo alla personalità di Miwa questa si uccide sparandosi un colpo alla testa mentre Sasayama porta al sicuro il corpo di Tetora con al suo interno la sola personalità di Amamiya e la centrale di ricerca viene distrutta.

## Personaggi
Kazuhiko Amamiya
Kazuhiko Amamiya è la personalità che si palesa in Yosuke Kobayashi (小林 洋介?, Kobayashi Yōsuke) dopo aver ottenuto la sua vendetta personale grazie all'intervento della personalità psicopatica di Shinji Nishizono (西園 伸二?, Nishizono Shinji); più avanti nella serie si scopore che il corpo era in realtà il ricettacolo originale proprio di quest'ultimo e che Amamiya era precedentemente contenuto in un suo amico 'infanzia ucciso brutalmente nell'orfanotrofio. Amamiya venne creato con lo scopo di essere amato, infatti la sua determinazione e il suo altruismo lo rendono estremamente amabile dal genere umano che, senza riuscirsi a spiegare il perché, non possono più fare a meno della sua presenza; ogni altro personaggio nel fumetto tenta di impadronirsene, chi per proteggerlo e chi per sfruttarlo.
Machi Isono
Machi Isono (伊園 磨知?, Isono Machi) è una ex poliziotta che gestisce una società di consulenza privata. Impiega come consulente Kazuhiko Amamiya al suo rilascio dalla prigione e lo invita a vivere nel grande appartamento che funge da casa per sé stessa e sua sorella Miwa, nonché da sede della sua attività. Machi è in realtà una personalità secondaria creata dalla Gakuso per nascondere la vera identità di Wakana Isono Monostone, figlia genetica del noto criminale che - ignaro anche alla stessa azienda - è abitata da un essere millenario che passa da corpo in corpo soprannominato Il Paguro. Questa creatura vuole impadronirsi di Amamiya per dare vita ad un nuovo Dio in grado di dominare il mondo solo con lo sguardo per poi impadronirsi del suo potere e del suo corpo.
Miwa Isono
Miwa Isono (伊園 アリワン 美和?, Isono Miwa) è la sorella minore di Machi. Inizialmente lei si presenta come una ragazzina con una forte personalità che ogni tanto aiuta Machi e Amamiya nel loro lavoro; è lei a trasferire la personalità di Kazuhiko Amamiya a Tetora Nishizono. Miwa si rivela essere il ricambio per la stessa Wakana ed è una sua copia più piccola e perfettamente adatta ad accettare in sé le varie personalità di Monostone, Amamiya e anche di Machi.
Tetora Nishizono
Tetora Nishizono (西園 弖虎?, Nishizono Tetora) è il secondo ricettacolo per la personalità di Shinji Nishizono e ne detiene una copia perfetta dentro di sé; a differenza della prima versione contenuta in Kobayashi, il Nishizono di Tetora matura in modo autonomo complicando la propria natura grazie all'incontro con Miwa. Accoglie dentro di sé la personalità di Amamiya con lo scopo di proteggerla ma la sua natura da ricettacolo di Monostone lo porta a fondersi sempre più velocemente con lui fin quasi a distruggerlo; sarà grazie al sacrificio dello stesso Shinji Nishizono e alla fusione con la personalità di Miwa a salvare Amamiya e a portarlo a rivivere in Tetora.
Lucy Monostone
Lucy Monostone (ルーシー·モノストーン?, Rūshī Monosutōn) in vita era una pop star americana e, a quanto pare, un terrorista; viene considerato perfetto dalla Gakuso grazie al fatto che con solo il suo carisma era riuscito a convincere più di 500 suoi fedeli a commettere un suicido-omicidio. Il progetto iniziale prevedeva di utilizzare più personalità in grado di agire autonomamente nel mondo per ricreare la mente contorta del criminale ma verso il termine della storia si scopre che era in realtà sua figlia colei in grado di comandare le masse.
Tooru Sasayama
Tooru Sasayama (笹山 徹, Sasayama Tōru) è un poliziotto della omicidi, amico di Kobayashi e di Machi Isono; prende spesso parte alle indagini dei due criminologhi ed è a conoscenza delle personalità multiple create dalla Gakuso. Caratterizzato dal forte senso di giustizia che non lo lascia demordere davanti anche alla più grande delle sfide; finisce più volte per rendersi ridicolo anche se al fine di tutto è lui a risolvere la questione nel modo più umano possibile. Non fa parte del progetto della Eye-Bank e quindi non possiede codice a barre e non può contenere in sé personalità fittizie; mentre non è chiaro se il Paguro non lo prenda semplicemente di mira o non possa impadronirsene.. Tooru ricompare molto più vecchio e calvo anni dopo in Kurosagi - Consegna cadaveri, serie del 2002 dello stesso autore Eiji Ōtsuka.
Inuko Inuyama
Inuko Inuyama (犬山 イヌコ) è il figlio genetico di Lucy Monostone e ha ereditato tutti i geni e le capacità del padre; a differenza della sua sorellastra Wakana però usa le sue abilità solo per proteggere gli innocenti. Fa parte della polizia di Tokyo e si unisce alla lotta per proteggere Yamamiya dopo averlo visto morire nel caso dei Lucy Seven.
Uran Tenma
Uran Tenma è un personaggio secondario che affianca Inuko e Sasayama nelle indagini: piccola di statura e con grandi occhiali circolari, è un'ottima hacker ed è in possesso di grandissime capacità deduttive. Anche se a metà del racconto viene allontanata per via dei pericoli in corso delle indagini, continua ad aiutare i suoi ex-colleghi fornendo informazioni e profili rubati direttamente dai database dell'intelligence giapponese.
Hisashi Shimazu / Zenitsu
Hisashi Shimazu è un assassino che compare ad inizio storia ed è il principale responsabile della morte della compagna di Kobayashi, evento che desterà la personalità dormiente di Shinji Nishizono nel giovane; viene ucciso ad inizio avventura ma si rivela essere ben presto il ricambio di Zenitsu, uno psicopatico al servizio della Gakuso che ha il compito di eliminare tutti i ricambi delle persone non più considerate dall'azienda. Compare come assassino durante il caso dei Lucy Seven con lo scopo di uccidere la seconda generazione di esperimenti.

## Altri media
Nel 2000 è stata trasmessa una miniserie televisiva in sei episodi diretta da Takashi Miike dal titolo Multiple Personality Detective Psycho - Kazuhiko Amamiya Returns basata sulla trama iniziale del manga ma con uno sviluppo completamente diverso: Yosuke Kobayashi è un detective della omicidi che ha visto la moglie uccisa dal serial killer Shinji Nishizono; per lo shock dell'incidente, egli soffre di disturbo di personalità multipla e diventa Kazuhiko Amamiya: un esperto criminologo che in poco tempo rintraccia l'assassino e lo uccide. Anni dopo, una nuova serie di omicidi ha avuto inizio e il colpevole rivendica di essere Shinji Nishizono. 
A differenza del manga, Shinji Nishizono prende il posto del serial killer Hisashi Shimazu e il protagonista (Amamiya) è l'unico in grado di tenere sotto controllo la sua personalità vagante; Shimazu comunque compare nella serie e la mutilazione prevista per la moglie di Amamiya diventa invece la sorte di una ragazza rapita ad inizio serie da Nishizono, mentre la vittima originale viene privata del feto che portava in grembo e sostituito da un telefono rosso con cui la personalità di Nishizono riesce a trasferirsi in Amamiya. Anche l'agenzia di Isono e la squadra di ricerche subisce un forte cambiamento: il gruppo risulta ancora interno alla polizia giapponese, il fotografo freelance non è interno alle loro indagini, il detective Sasayama è ridotto ad una spalla comica insieme ad un assistente forzatamente otaku e il complotto su cui indagano gira intorno ad un misterioso P-Net Plan che prevede la progettazione di un sistema di trasferimento coscienze tramite linee elettriche.